# Incredibilmente donna
Incredibilmente donna – singel francuskiej piosenkarki Amandy Lear, wydany w 1982 roku.

## Ogólne informacje
Utwór wykonywany jest w języku włoskim, a jego autorzy to Sergio Menegale i Raffaelo Ferrato. Tytuł nagrania na język polski tłumaczy się jako „Niesamowita kobieta”. Piosenka okazała się przebojem we Włoszech, plasując się w top 40 tamtejszej listy przebojów. Na stronie B singla wydano nagranie „Buon viaggio” („Miłej podróży”), kompozycję utrzymaną w podobnym stylu i również wykonywaną po włosku. Singel promował kompilację Ieri, oggi i ukazał się w dwóch wersjach okładek.

## Teledysk
Istnieją dwie wersje teledysku do tej piosenki. Różnią się one większością scen, choć oparte są na tym samym koncepcie, opierającym się na technice blue box. Wideoklipy zostały zaprezentowane we włoskich programach Premiatissima i Ma chi è Amanda?, których prowadzącą w tamtym czasie była Amanda Lear.

## Lista ścieżek
- 7" single[1]

1. „Incredibilmente donna” – 3:56
2. „Buon viaggio” – 3:33

## Pozycje na listach
| Kraj   | Pozycja |
| ------ | ------- |
| Włochy | 39      |